# Sergey Dmitriev-Morro
Morro-Dmitriev (Nascido como Sergei Ivanovich Dmitriev - 1882 , Moscou, Império Russo -1938) foi u, levantador de peso, treinador e artista russo.

## Levantamento de kettlebell
Um dos mais famosos levantadores de kettlebell na Rússia pré-revolucionária; Georg Gakkenschmidt o chamou de “o fundador da escola de levantamento de peso de Moscou”. Antes da revolução de 1917, ele era um treinador profissional, liderou um círculo de levantamento de peso na "Arena da Cultura Física" aberta por ele; depois da revolução, voluntariamente, ele treinou em círculos proletários de levantamento de peso. Entre seus alunos estavam os famosos atletas da época Alexander Bukharov e Pyotr Krylov.

## Artista
Artista joalheiro. De acordo com seus esboços, diplomas e medalhas-tokens dos campeões da All-Union Spartakiad de 1928 e uma série de outras competições all-Union foram feitas.

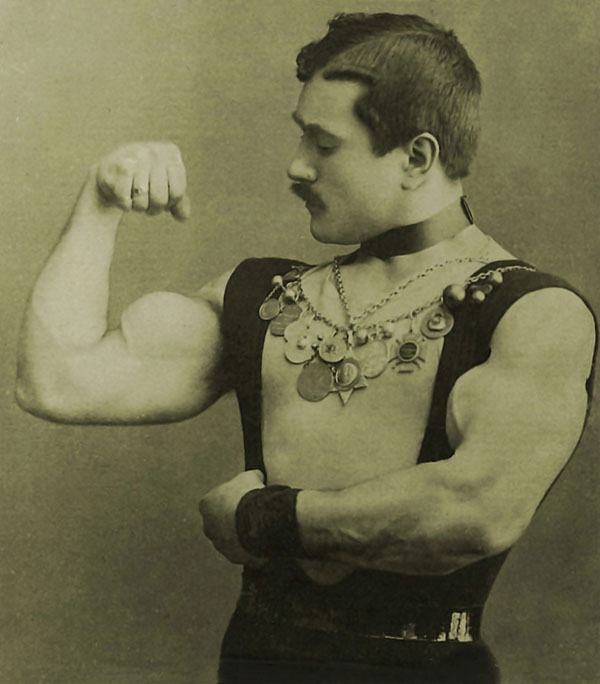
Sergey Dmitriev-Morro